# Leptosphaeria
Leptosphaeria is een geslacht van schimmels uit de familie Leptosphaeriaceae. De typesoort is Leptosphaeria doliolum.

## Soorten
Volgens Index Fungorum telt het geslacht 590 soorten (peildatum april 2024):
| Soortnaam                                                 | Auteur(s)                                               | Publicatiejaar |
| --------------------------------------------------------- | ------------------------------------------------------- | -------------- |
| Leptosphaeria abbreviata                                  | Sacc.                                                   | 1883           |
| Leptosphaeria abuensis                                    | Panwar & S.J. Kaur                                      | 1976           |
| Leptosphaeria abutilonis                                  | Khokhr.                                                 | 1933           |
| Leptosphaeria aceris                                      | Woron.                                                  | 1915           |
| Leptosphaeria acheniorum                                  | (Starbäck) Sacc. & Trotter                              | 1913           |
| Leptosphaeria acuta (Brandnetelvulkaantje)                | (Fuckel) P. Karst.                                      | 1873           |
| Leptosphaeria acutispora                                  | Tóth                                                    | 1959           |
| Leptosphaeria acutiuscula                                 | Berl.                                                   | 1892           |
| Leptosphaeria adesmicola                                  | (Speg.) L. Holm                                         | 1968           |
| Leptosphaeria agaves                                      | Syd., P. Syd. & E.J. Butler                             | 1911           |
| Leptosphaeria aggregata                                   | (Fuckel) O.E. Erikss.                                   | 1992           |
| Leptosphaeria ahmadii                                     | Petr.                                                   | 1954           |
| Leptosphaeria akagiensis                                  | Vain.                                                   | 1921           |
| Leptosphaeria albopunctata                                | (Westend.) Sacc.                                        | 1883           |
| Leptosphaeria albulae                                     | E. Müll.                                                | 1950           |
| Leptosphaeria alexandrinis                                | Negru                                                   | 1967           |
| Leptosphaeria algarbiensis                                | M.T. Lucas                                              | 1971           |
| Leptosphaeria alhagi                                      | Frolov                                                  | 1970           |
| Leptosphaeria aliena                                      | Syd.                                                    | 1937           |
| Leptosphaeria allorgei                                    | A.L. Guyot                                              | 1949           |
| Leptosphaeria almeidae                                    | Sousa da Câmara                                         | 1928           |
| Leptosphaeria almeidana                                   | Sousa da Câmara                                         | 1936           |
| Leptosphaeria aloes                                       | Dias & Sousa da Câmara                                  | 1954           |
| Leptosphaeria alopecuri                                   | Lavrov                                                  | 1951           |
| Leptosphaeria alpiniae                                    | Maubl.                                                  | 1905           |
| Leptosphaeria ambiens                                     | Rehm                                                    | 1913           |
| Leptosphaeria ammothamni                                  | Koshk.                                                  | 1970           |
| Leptosphaeria amorphae                                    | Mitrosh.                                                | 1949           |
| Leptosphaeria ampelina                                    | Curzi & Barbaini                                        | 1927           |
| Leptosphaeria anacycli                                    | Gonz. Frag.                                             | 1925           |
| Leptosphaeria anarrhini                                   | Gonz. Frag.                                             | 1924           |
| Leptosphaeria anceps                                      | Sacc.                                                   | 1878           |
| Leptosphaeria andrijevicensis                             | Bubák                                                   | 1906           |
| Leptosphaeria anemones                                    | Hollós                                                  | 1906           |
| Leptosphaeria anisomeres                                  | Wehm.                                                   | 1942           |
| Leptosphaeria antherici                                   | Hollós                                                  | 1926           |
| Leptosphaeria apios                                       | Miura ex I. Hino & Katum.                               | 1966           |
| Leptosphaeria apios-fortunei                              | Miura ex I. Hino & Katum.                               | 1966           |
| Leptosphaeria apocyni                                     | Bondartsev                                              | 1933           |
| Leptosphaeria aquatica                                    | Tilak & R.L. Kulk.                                      | 1974           |
| Leptosphaeria aquilariae                                  | J.F. Lue & P.K. Chi                                     | 1994           |
| Leptosphaeria arbuti                                      | A.C. Santos & Sousa da Câmara                           | 1955           |
| Leptosphaeria arctalaskana                                | Kobayasi                                                | 1967           |
| Leptosphaeria arecae                                      | Mariani                                                 | 1911           |
| Leptosphaeria arnoldii                                    | Rehm                                                    | 1904           |
| Leptosphaeria artemisiae                                  | (Fuckel) Auersw.                                        | 1874           |
| Leptosphaeria arthrophyma                                 | (Fairm.) L. Holm                                        | 1968           |
| Leptosphaeria arunci                                      | Zeller                                                  | 1927           |
| Leptosphaeria asclepiadis                                 | Khokhr.                                                 | 1933           |
| Leptosphaeria aspidistrae                                 | Tassi                                                   | 1900           |
| Leptosphaeria astericola                                  | Ellis & Everh.                                          | 1902           |
| Leptosphaeria asteris                                     | J.H. Mill. & Burton                                     | 1942           |
| Leptosphaeria atraphaxis                                  | Vasyag.                                                 | 1987           |
| Leptosphaeria atriplicis                                  | Lobik                                                   | 1928           |
| Leptosphaeria atropurpurea                                | Petr.                                                   | 1927           |
| Leptosphaeria auerswaldii                                 | Sacc. & Traverso                                        | 1910           |
| Leptosphaeria australiensis                               | (Cribb & J.W. Cribb) G.C. Hughes                        | 1969           |
| Leptosphaeria avenaria                                    | G.F. Weber                                              | 1922           |
| Leptosphaeria avicenniae                                  | Kohlm. & E. Kohlm.                                      | 1965           |
| Leptosphaeria baggei                                      | (Auersw.) Sacc.                                         | 1883           |
| Leptosphaeria balcarica                                   | Savinceva                                               | 1971           |
| Leptosphaeria baldratiana                                 | Bacc.                                                   | 1907           |
| Leptosphaeria ballotae                                    | Politis                                                 | 1935           |
| Leptosphaeria bambusicola                                 | Teng & S.H. Ou                                          | 1936           |
| Leptosphaeria barriae                                     | Shoemaker                                               | 1985           |
| Leptosphaeria basalduai                                   | Speg.                                                   | 1902           |
| Leptosphaeria batumensis                                  | Siemaszko                                               | 1923           |
| Leptosphaeria baumii                                      | Arx & E. Müll.                                          | 1975           |
| Leptosphaeria belamcadae                                  | G.M. Chang & P.K. Chi                                   | 1994           |
| Leptosphaeria bellynckii                                  | (Westend.) G. Winter                                    | 1878           |
| Leptosphaeria berberidicola                               | Speg.                                                   | 1924           |
| Leptosphaeria biebersteinii                               | Gucevi?                                                 | 1970           |
| Leptosphaeria blumeri                                     | E. Müll.                                                | 1950           |
| Leptosphaeria bomareae                                    | Petr.                                                   | 1950           |
| Leptosphaeria bondarii                                    | Bitanc. & Jenkins                                       | 1935           |
| Leptosphaeria bornmuelleri                                | Jaap                                                    | 1916           |
| Leptosphaeria borziana                                    | Sacc. & Cavara                                          | 1900           |
| Leptosphaeria braunii                                     | E. Müll.                                                | 1950           |
| Leptosphaeria bresadolana                                 | Jaap                                                    | 1916           |
| Leptosphaeria brightonensis                               | Shoemaker                                               | 1985           |
| Leptosphaeria bubakii                                     | Klika                                                   | 1926           |
| Leptosphaeria buddlejae                                   | I. Hino & Katum.                                        | 1957           |
| Leptosphaeria bulgarica                                   | Petr.                                                   | 1931           |
| Leptosphaeria buxina                                      | Sousa da Câmara                                         | 1932           |
| Leptosphaeria byssincola                                  | Earle ex Shoemaker                                      | 1985           |
| Leptosphaeria caballeroi                                  | Gonz. Frag.                                             | 1919           |
| Leptosphaeria cacuminispora                               | Fairm.                                                  | 1921           |
| Leptosphaeria caespitosa                                  | Niessl                                                  | 1876           |
| Leptosphaeria calligoni                                   | Frolov                                                  | 1970           |
| Leptosphaeria calopogonii                                 | Gonz. Frag. & Cif.                                      | 1928           |
| Leptosphaeria camelliae-japonicae                         | Siemaszko                                               | 1923           |
| Leptosphaeria camphorosmae                                | Lobik                                                   | 1928           |
| Leptosphaeria canephorae                                  | Steyaert                                                | 1948           |
| Leptosphaeria cannabina                                   | Ferraris & Massa                                        | 1912           |
| Leptosphaeria caricis-vulpinae                            | Lobik                                                   | 1928           |
| Leptosphaeria carlinoides                                 | Losa                                                    | 1947           |
| Leptosphaeria carneomaculans                              | Petr.                                                   | 1927           |
| Leptosphaeria casta                                       | Woronow                                                 | 1922           |
| Leptosphaeria castagnei                                   | (Durieu & Mont.) Sacc.                                  | 1875           |
| Leptosphaeria castillejae                                 | Clem.                                                   | 1903           |
| Leptosphaeria castrensis                                  | Shoemaker                                               | 1985           |
| Leptosphaeria catalaunica                                 | Gonz. Frag.                                             | 1917           |
| Leptosphaeria caucana                                     | Petr.                                                   | 1951           |
| Leptosphaeria cavanillesii                                | Urries                                                  | 1945           |
| Leptosphaeria cavarae                                     | Curzi                                                   | 1926           |
| Leptosphaeria ceballosii                                  | Unamuno                                                 | 1933           |
| Leptosphaeria cecropiae                                   | Chardón                                                 | 1946           |
| Leptosphaeria cephalariae-uralensis                       | Naumov & Dobrozr.                                       | 1929           |
| Leptosphaeria cerastii                                    | Feltgen                                                 | 1903           |
| Leptosphaeria cercocarpi                                  | Syd. & P. Syd.                                          | 1907           |
| Leptosphaeria cerei-peruviani                             | Siemaszko                                               | 1923           |
| Leptosphaeria cesatiana                                   | (Mont.) L. Holm                                         | 1957           |
| Leptosphaeria chamaeropis                                 | Khokhr.                                                 | 1951           |
| Leptosphaeria chatkalica                                  | Lestari, Gafforov & K.D. Hyde                           | 2021           |
| Leptosphaeria chenopodii-albi                             | Siemaszko                                               | 1923           |
| Leptosphaeria chilensis                                   | Speg.                                                   | 1910           |
| Leptosphaeria chochrjakovii                               | (Lar.N. Vassiljeva) Lar.N. Vassiljeva                   | 1987           |
| Leptosphaeria chusqueae                                   | Syd.                                                    | 1939           |
| Leptosphaeria cichorii                                    | Phukhams., Camporesi, Ariyaw. & K.D. Hyde               | 2015           |
| Leptosphaeria cinnamomi                                   | Shirai & Hara                                           | 1911           |
| Leptosphaeria cirsii                                      | Jayasiri, Camporesi & K.D. Hyde                         | 2016           |
| Leptosphaeria cirsii-arvensis                             | Losa                                                    | 1947           |
| Leptosphaeria cisticola                                   | Sousa da Câmara                                         | 1947           |
| Leptosphaeria cistina                                     | Urries                                                  | 1933           |
| Leptosphaeria clara                                       | (Cooke & Auersw.) Sacc.                                 | 1883           |
| Leptosphaeria clarkii                                     | D. Hawksw.                                              | 1980           |
| Leptosphaeria clavispora                                  | J.H. Mill. & Burton                                     | 1942           |
| Leptosphaeria clematidicola                               | Y.M. Ahn & Shearer                                      | 1998           |
| Leptosphaeria clerodendri                                 | Gucevi?                                                 | 1970           |
| Leptosphaeria coccothrinacis                              | Cif. & Gonz. Frag.                                      | 1926           |
| Leptosphaeria cocoes                                      | J.V. Almeida & Sousa da Câmara                          | 1904           |
| Leptosphaeria coffeicida                                  | Speg.                                                   | 1918           |
| Leptosphaeria coffeigena                                  | (Berk. & M.A. Curtis) Sacc.                             | 1883           |
| Leptosphaeria coleosanthi                                 | Fairm.                                                  | 1918           |
| Leptosphaeria colocasiae                                  | Unamuno                                                 | 1929           |
| Leptosphaeria compressa                                   | (Rehm) L. Holm                                          | 1957           |
| Leptosphaeria conii                                       | Rostr.                                                  | 1905           |
| Leptosphaeria coniigena                                   | Sacc. & Trotter                                         | 1913           |
| Leptosphaeria cookei                                      | Pirotta                                                 | 1882           |
| Leptosphaeria coorgica                                    | Anahosur                                                | 1971           |
| Leptosphaeria cornuta                                     | E. Müll.                                                | 1953           |
| Leptosphaeria coronillae                                  | Moesz                                                   | 1931           |
| Leptosphaeria corrugans                                   | Rehm                                                    | 1904           |
| Leptosphaeria corvina                                     | (E. Rost.) Lind                                         | 1913           |
| Leptosphaeria cosmicola                                   | Chipl.                                                  | 1969           |
| Leptosphaeria coumarounae                                 | Gonz. Frag. & Cif.                                      | 1928           |
| Leptosphaeria crozalsiana                                 | Maire                                                   | 1913           |
| Leptosphaeria crozalsii                                   | Vouaux                                                  | 1913           |
| Leptosphaeria cruchetii                                   | E. Müll.                                                | 1950           |
| Leptosphaeria cruenta                                     | Sacc.                                                   | 1881           |
| Leptosphaeria cryptica                                    | Syd.                                                    | 1930           |
| Leptosphaeria culmicola                                   | (Fr.) P. Karst.                                         | 1866           |
| Leptosphaeria culmifraga (Pluizig vulkaantje)             | (Fr.) Ces. & De Not.                                    | 1863           |
| Leptosphaeria cycadis                                     | Svr?ek                                                  | 1980           |
| Leptosphaeria cylindrostoma                               | Starbäck                                                | 1905           |
| Leptosphaeria cynodontis-dactyli                          | Marchal & Steyaert                                      | 1929           |
| Leptosphaeria cynosuri                                    | Unamuno                                                 | 1944           |
| Leptosphaeria cyperi                                      | Hollós                                                  | 1926           |
| Leptosphaeria cypericola                                  | Hollós                                                  | 1926           |
| Leptosphaeria daphnes                                     | Dias & Sousa da Câmara                                  | 1953           |
| Leptosphaeria daphniphylli                                | Dzhalag.                                                | 1964           |
| Leptosphaeria darkeri                                     | Shoemaker                                               | 1985           |
| Leptosphaeria davidii                                     | Gucevi?                                                 | 1959           |
| Leptosphaeria daviesiae                                   | Petr.                                                   | 1954           |
| Leptosphaeria davisiana                                   | Petr.                                                   | 1953           |
| Leptosphaeria dearnessii                                  | Shoemaker                                               | 1985           |
| Leptosphaeria deficiens                                   | Tassi                                                   | 1900           |
| Leptosphaeria dematiicola                                 | Kirschst.                                               | 1936           |
| Leptosphaeria densa                                       | Bres.                                                   | 1896           |
| Leptosphaeria derasa (Jacobskruiskruidvulkaantje)         | (Berk. & Broome) Thüm.                                  | 1869           |
| Leptosphaeria desciscens                                  | Oudem.                                                  | 1902           |
| Leptosphaeria desmodii                                    | J.F. Lue & P.K. Chi                                     | 1994           |
| Leptosphaeria dianthi                                     | Hollós                                                  | 1926           |
| Leptosphaeria dichosciadii                                | Petr.                                                   | 1955           |
| Leptosphaeria didymellae-vincetoxici                      | E. Müll.                                                | 1951           |
| Leptosphaeria dioica                                      | (Moug. ex Fr.) Sacc.                                    | 1883           |
| Leptosphaeria dobrogica                                   | S?vul. & Sandu                                          | 1935           |
| Leptosphaeria dodonaeae                                   | Canonaco                                                | 1936           |
| Leptosphaeria doliolum (Kruidenvulkaantje)                | (Pers.) Ces. & De Not.                                  | 1863           |
| Leptosphaeria dracaenae                                   | Sousa da Câmara                                         | 1903           |
| Leptosphaeria drechsleri                                  | (Shoemaker) M.E. Barr                                   | 1986           |
| Leptosphaeria dryadea                                     | Sacc.                                                   | 1875           |
| Leptosphaeria dumetorum                                   | Niessl                                                  | 1872           |
| Leptosphaeria duplex                                      | (Sowerby) Sacc.                                         | 1883           |
| Leptosphaeria ebuli                                       | Jayasiri, Camporesi & K.D. Hyde                         | 2015           |
| Leptosphaeria echiella                                    | Feltgen                                                 | 1903           |
| Leptosphaeria eichhorniae                                 | Gonz. Frag. & Cif.                                      | 1927           |
| Leptosphaeria elaeidicola                                 | Piroz.                                                  | 1972           |
| Leptosphaeria elaoudi                                     | Rieuf                                                   | 1965           |
| Leptosphaeria empetri                                     | (DC.) G. Winter                                         | 1885           |
| Leptosphaeria ephedrae                                    | Maubl.                                                  | 1905           |
| Leptosphaeria epicarecta                                  | (Cooke) Sacc.                                           | 1883           |
| Leptosphaeria epilobii                                    | E. Müll.                                                | 1950           |
| Leptosphaeria equiseticola                                | Hollós                                                  | 1926           |
| Leptosphaeria eriobotryae                                 | Syd., P. Syd. & E.J. Butler                             | 1911           |
| Leptosphaeria errabunda                                   | (Desm.) Gruyter, Aveskamp & Verkley                     | 2012           |
| Leptosphaeria erythrinae                                  | Syd.                                                    | 1939           |
| Leptosphaeria espeletiae                                  | E. Müll.                                                | 1965           |
| Leptosphaeria eumorpha                                    | (Sacc.) Earle                                           | 1898           |
| Leptosphaeria eustoma                                     | (Fr.) Sacc.                                             | 1879           |
| Leptosphaeria eustomoides                                 | Sacc.                                                   | 1875           |
| Leptosphaeria exocarpogena                                | Fairm.                                                  | 1921           |
| Leptosphaeria fagaricola                                  | (Speg.) Sacc.                                           | 1928           |
| Leptosphaeria fallax                                      | Berl.                                                   | 1888           |
| Leptosphaeria faullii                                     | Darker                                                  | 1964           |
| Leptosphaeria feijoae                                     | Artemiev                                                | 1935           |
| Leptosphaeria feltgenii                                   | Sacc. & P. Syd.                                         | 1902           |
| Leptosphaeria ferruginea                                  | Khokhr.                                                 | 1951           |
| Leptosphaeria fibrincola                                  | Höhn. & Rehm                                            | 1905           |
| Leptosphaeria fici-elasticae                              | Petr.                                                   | 1916           |
| Leptosphaeria flotoviae                                   | Speg.                                                   | 1921           |
| Leptosphaeria foeniculi                                   | Gonz. Frag.                                             | 1924           |
| Leptosphaeria foliicola                                   | Naumov                                                  | 1915           |
| Leptosphaeria folliculata                                 | Ellis & Everh.                                          | 1890           |
| Leptosphaeria francoae                                    | Speg. ex Sacc. & Trotter                                | 1913           |
| Leptosphaeria fraserae                                    | Ellis & Everh.                                          | 1900           |
| Leptosphaeria frigida                                     | Lar.N. Vassiljeva                                       | 1987           |
| Leptosphaeria frondis                                     | Kirschst.                                               | 1935           |
| Leptosphaeria fusispora                                   | Niessl                                                  | 1872           |
| Leptosphaeria galeobdolonis                               | Feltgen                                                 | 1903           |
| Leptosphaeria galeopsidicola                              | Petr.                                                   | 1927           |
| Leptosphaeria galii-silvatici                             | Kirschst.                                               | 1906           |
| Leptosphaeria galiorum (Grootsporig kleefkruidvulkaantje) | (Roberge ex Desm.) Ces. & De Not.                       | 1863           |
| Leptosphaeria galligena                                   | Keissl.                                                 | 1920           |
| Leptosphaeria gaubae                                      | Petr.                                                   | 1955           |
| Leptosphaeria gaultheriae                                 | Dearn.                                                  | 1917           |
| Leptosphaeria geasteris                                   | Hollós                                                  | 1907           |
| Leptosphaeria genistae                                    | Oudem.                                                  | 1901           |
| Leptosphaeria georgius-fischeri                           | R. Sprague                                              | 1959           |
| Leptosphaeria ginimia                                     | C.K.M. Tsui, K.D. Hyde & Hodgkiss                       | 2001           |
| Leptosphaeria ginkgo                                      | Gucevi?                                                 | 1970           |
| Leptosphaeria glandulosae                                 | Lobik                                                   | 1928           |
| Leptosphaeria gloeospora                                  | (Berk. & Curr.) Sacc.                                   | 1883           |
| Leptosphaeria glyceriae                                   | Unamuno                                                 | 1933           |
| Leptosphaeria gossypii                                    | Woron.                                                  | 1927           |
| Leptosphaeria gratissima                                  | Rieuf & Teasca                                          | 1970           |
| Leptosphaeria grignonnensis                               | A.L. Guyot                                              | 1946           |
| Leptosphaeria grisea                                      | Pass.                                                   | 1890           |
| Leptosphaeria grossulariae                                | Girz.                                                   | 1927           |
| Leptosphaeria guazumae                                    | Gonz. Frag. & Cif.                                      | 1927           |
| Leptosphaeria guiyan                                      | Chuan F. Zhang & P.K. Chi                               | 1996           |
| Leptosphaeria guiyuan                                     | C.F. Zhang & P.K. Chi                                   | 2000           |
| Leptosphaeria gymnosporiae-rothianae                      | A. Pande                                                | 2008           |
| Leptosphaeria haematites                                  | (Roberge ex Desm.) Niessl                               | 1883           |
| Leptosphaeria haloxyli                                    | Kravtzev                                                | 1955           |
| Leptosphaeria hamamelidis                                 | Fairm.                                                  | 1922           |
| Leptosphaeria hardenbergiae                               | Hansf.                                                  | 1954           |
| Leptosphaeria hazslinszkii                                | Sacc.                                                   | 1883           |
| Leptosphaeria helianthi                                   | Tilak                                                   | 1960           |
| Leptosphaeria helianthi-annui                             | A. Pande                                                | 2008           |
| Leptosphaeria helminthospora                              | (Ces.) Ces. & De Not.                                   | 1863           |
| Leptosphaeria helvetica                                   | Sacc. & Speg.                                           | 1878           |
| Leptosphaeria hemicrypta                                  | Oudem.                                                  | 1886           |
| Leptosphaeria hermodactyli                                | Ferraris                                                | 1912           |
| Leptosphaeria hesperidicola                               | Picb.                                                   | 1936           |
| Leptosphaeria heterospora                                 | (De Not.) Niessl                                        | 1879           |
| Leptosphaeria heufleri                                    | (Niessl) Sacc.                                          | 1883           |
| Leptosphaeria heveae                                      | Saccas                                                  | 1953           |
| Leptosphaeria hispanica                                   | Checa & G. Moreno                                       | 1987           |
| Leptosphaeria hollosiana                                  | Wehm.                                                   | 1963           |
| Leptosphaeria hollosii                                    | Moesz                                                   | 1929           |
| Leptosphaeria holmii                                      | M.T. Lucas                                              | 1970           |
| Leptosphaeria holmiorum                                   | Chleb.                                                  | 2003           |
| Leptosphaeria holmskjoldii                                | (P. Karst.) Chi Y. Chen & W.H. Hsieh                    | 2002           |
| Leptosphaeria honiaraensis                                | Matsush.                                                | 1971           |
| Leptosphaeria hordei                                      | Domashova                                               | 1962           |
| Leptosphaeria hottai                                      | Hara                                                    | 1919           |
| Leptosphaeria houseana                                    | Sacc.                                                   | 1915           |
| Leptosphaeria hrubyana                                    | Petr.                                                   | 1927           |
| Leptosphaeria hurae                                       | Pat.                                                    | 1900           |
| Leptosphaeria huthiana                                    | Staritz                                                 | 1913           |
| Leptosphaeria hyalina                                     | Panwar & S.J. Kaur                                      | 1976           |
| Leptosphaeria hydrangeae                                  | Gucevi?                                                 | 1970           |
| Leptosphaeria hydrophila                                  | Sacc.                                                   | 1875           |
| Leptosphaeria hyparrheniae                                | Hansf.                                                  | 1941           |
| Leptosphaeria hypericicola                                | Gucevi?                                                 | 1960           |
| Leptosphaeria icositana                                   | Maire                                                   | 1917           |
| Leptosphaeria inarensis                                   | (Vain.) Keissl.                                         | 1928           |
| Leptosphaeria incruenta                                   | Kirschst.                                               | 1939           |
| Leptosphaeria indica                                      | Syd., P. Syd. & E.J. Butler                             | 1911           |
| Leptosphaeria inecola                                     | Hara                                                    | 1918           |
| Leptosphaeria inquinans                                   | Peck                                                    | 1909           |
| Leptosphaeria insulana                                    | Sacc.                                                   | 1915           |
| Leptosphaeria iridis                                      | Hollós                                                  | 1907           |
| Leptosphaeria irregularis                                 | R.H. Perera, E.B.G. Jones & K.D. Hyde                   | 2016           |
| Leptosphaeria isocellula                                  | Panwar & S.J. Kaur                                      | 1978           |
| Leptosphaeria italica                                     | Dayar., Camporesi & K.D. Hyde                           | 2015           |
| Leptosphaeria iwamotoi                                    | I. Miyake                                               | 1910           |
| Leptosphaeria jacksonensis                                | Shoemaker                                               | 1985           |
| Leptosphaeria jacksonii                                   | Shoemaker                                               | 1985           |
| Leptosphaeria johansonii                                  | E. Müll.                                                | 1950           |
| Leptosphaeria jubaeae                                     | Speg.                                                   | 1921           |
| Leptosphaeria junci                                       | Feltgen                                                 | 1901           |
| Leptosphaeria junci-acuti                                 | Gonz. Frag.                                             | 1925           |
| Leptosphaeria junci-glauci                                | Unamuno                                                 | 1929           |
| Leptosphaeria junciseda                                   | P. Karst.                                               | 1872           |
| Leptosphaeria kerguelensis                                | Henn.                                                   | 1906           |
| Leptosphaeria kochiana                                    | E. Müll.                                                | 1951           |
| Leptosphaeria kotschyana                                  | Petr.                                                   | 1940           |
| Leptosphaeria kuangfuensis                                | J.M. Yen & S.K. Sun                                     | 1978           |
| Leptosphaeria ladina                                      | E. Müll.                                                | 1950           |
| Leptosphaeria lagenoides                                  | Speg.                                                   | 1912           |
| Leptosphaeria larvalis                                    | Sacc.                                                   | 1906           |
| Leptosphaeria lassenensis                                 | Shoemaker & C.E. Babc.                                  | 1989           |
| Leptosphaeria lauri                                       | Maubl.                                                  | 1905           |
| Leptosphaeria lavandulae                                  | Sousa da Câmara                                         | 1951           |
| Leptosphaeria leersiae                                    | Pass.                                                   | 1879           |
| Leptosphaeria lelebae                                     | I. Hino & Katum.                                        | 1958           |
| Leptosphaeria lespedezae                                  | Ziling                                                  | 1936           |
| Leptosphaeria leucadendri                                 | Crous & M.E. Palm                                       | 1999           |
| Leptosphaeria linearis                                    | (Sacc.) E. Müll.                                        | 1950           |
| Leptosphaeria lingue                                      | Speg. ex Sacc. & Trotter                                | 1913           |
| Leptosphaeria lithophilae                                 | Gucevi?                                                 | 1959           |
| Leptosphaeria littoralis                                  | Sacc.                                                   | 1877           |
| Leptosphaeria livida                                      | Voglino                                                 | 1910           |
| Leptosphaeria lobeliae                                    | Anahosur                                                | 1971           |
| Leptosphaeria lolii                                       | Syd. & P. Syd.                                          | 1900           |
| Leptosphaeria longan                                      | Chuan F. Zhang & P.K. Chi                               | 1996           |
| Leptosphaeria longipedicellata                            | J.H. Mill. & Burton                                     | 1942           |
| Leptosphaeria lonicerae                                   | (Fautrey) L. Holm                                       | 1957           |
| Leptosphaeria lonicerina                                  | (P. Karst.) L. Holm                                     | 1957           |
| Leptosphaeria lucina                                      | Sacc.                                                   | 1875           |
| Leptosphaeria lunariae                                    | (Berk. & Broome) Sacc.                                  | 1883           |
| Leptosphaeria lupinicola                                  | Earle                                                   | 1901           |
| Leptosphaeria lusitanica                                  | Thüm.                                                   | 1881           |
| Leptosphaeria luxemburgensis                              | Sacc. & D. Sacc.                                        | 1905           |
| Leptosphaeria lyciophila                                  | Fairm.                                                  | 1922           |
| Leptosphaeria lyndonvillae                                | Fairm.                                                  | 1906           |
| Leptosphaeria lythri                                      | Peck                                                    | 1906           |
| Leptosphaeria macounii                                    | M.E. Barr                                               | 1998           |
| Leptosphaeria macrocapsa                                  | (Trail) Gruyter, Aveskamp & Verkley                     | 2012           |
| Leptosphaeria macromodesta                                | Lar.N. Vassiljeva                                       | 1998           |
| Leptosphaeria macrosporoides                              | M.E. Barr                                               | 1998           |
| Leptosphaeria maculans (Zwartvlekkig vulkaantje)          | Ces. & De Not.                                          | 1863           |
| Leptosphaeria maderensis                                  | Petr.                                                   | 1929           |
| Leptosphaeria magnoliae                                   | Woron.                                                  | 1915           |
| Leptosphaeria major                                       | (Rehm) M.L. Farr & Horner                               | 1968           |
| Leptosphaeria malojensis                                  | Kirschst.                                               | 1939           |
| Leptosphaeria malyi                                       | Picb.                                                   | 1933           |
| Leptosphaeria mandshurica                                 | Miura                                                   | 1928           |
| Leptosphaeria marantae                                    | Syd. & P. Syd.                                          | 1920           |
| Leptosphaeria marina                                      | Ellis & Everh.                                          | 1885           |
| Leptosphaeria martagoni                                   | Losa                                                    | 1947           |
| Leptosphaeria matisiae                                    | Henn.                                                   | 1908           |
| Leptosphaeria matritensis                                 | Gonz. Frag.                                             | 1918           |
| Leptosphaeria maydis                                      | G.L. Stout                                              | 1930           |
| Leptosphaeria medicaginicola                              | Karimov                                                 | 1956           |
| Leptosphaeria megalotheca                                 | (Theiss.) You Z. Wang, Aptroot & K.D. Hyde              | 2004           |
| Leptosphaeria meliloti                                    | Hollós                                                  | 1926           |
| Leptosphaeria mellispora                                  | M.L. Farr & Horner                                      | 1968           |
| Leptosphaeria mendozana                                   | Petr.                                                   | 1947           |
| Leptosphaeria menthae                                     | Fautrey & Lambotte                                      | 1895           |
| Leptosphaeria meomaritima                                 | R.V. Gessner & Kohlm.                                   | 1976           |
| Leptosphaeria metasequoiae                                | Gucevi?                                                 | 1960           |
| Leptosphaeria microthyrioides                             | Feltgen                                                 | 1901           |
| Leptosphaeria mikaniae                                    | Bat. & Peres                                            | 1967           |
| Leptosphaeria millefolii                                  | (Fuckel) Sacc.                                          | 1883           |
| Leptosphaeria modesta                                     | Rabenh.                                                 | 1866           |
| Leptosphaeria montana                                     | Traverso                                                | 1912           |
| Leptosphaeria morierae                                    | Petr.                                                   | 1963           |
| Leptosphaeria morindae                                    | G.M. Chang & P.K. Chi                                   | 1994           |
| Leptosphaeria moutan                                      | Siemaszko                                               | 1923           |
| Leptosphaeria moutoniana                                  | Sacc. & P. Syd.                                         | 1902           |
| Leptosphaeria mucosa                                      | Mouton                                                  | 1900           |
| Leptosphaeria muehlenbeckiae                              | Vaidehi                                                 | 1969           |
| Leptosphaeria muehlenbeckiae-platycladi                   | A. Pande                                                | 2008           |
| Leptosphaeria muirensis                                   | R. Sprague                                              | 1955           |
| Leptosphaeria multiseptata                                | G. Winter                                               | 1872           |
| Leptosphaeria musae                                       | T.Y. Lin & J.M. Yen                                     | 1972           |
| Leptosphaeria muscari                                     | Hollós                                                  | 1909           |
| Leptosphaeria musigena                                    | T.Y. Lin & J.M. Yen                                     | 1972           |
| Leptosphaeria myricae                                     | Dearn. & House                                          | 1918           |
| Leptosphaeria myrti                                       | Gucevi?                                                 | 1960           |
| Leptosphaeria myrticola                                   | Gucevi?                                                 | 1960           |
| Leptosphaeria mysorensis                                  | A. Pande                                                | 2008           |
| Leptosphaeria nanae                                       | Shoemaker                                               | 1985           |
| Leptosphaeria nandinae                                    | Togashi & Tsukam.                                       | 1953           |
| Leptosphaeria napelli                                     | E. Müll.                                                | 1950           |
| Leptosphaeria nashi                                       | (Hara) Sacc.                                            | 1928           |
| Leptosphaeria nectrioides                                 | Speg.                                                   | 1879           |
| Leptosphaeria nesodes                                     | (Berk. & Broome) Sacc.                                  | 1883           |
| Leptosphaeria nigrificans                                 | Bubák & Wróbl.                                          | 1916           |
| Leptosphaeria nigromaculata                               | (Rehm) E. Müll.                                         | 1986           |
| Leptosphaeria norvegica                                   | Rostr.                                                  | 1904           |
| Leptosphaeria noveboracensis                              | Shoemaker                                               | 1985           |
| Leptosphaeria nypicola                                    | K.D. Hyde & Alias                                       | 1999           |
| Leptosphaeria obesa                                       | (Durieu & Mont.) Sacc.                                  | 1878           |
| Leptosphaeria octophragmia                                | Traverso & Gonz. Frag.                                  | 1915           |
| Leptosphaeria ogilviensis (Composietvulkaantje)           | (Berk. & Broome) Ces. & De Not.                         | 1863           |
| Leptosphaeria onagrae                                     | Rehm                                                    | 1913           |
| Leptosphaeria onobrychidicola                             | Hollós                                                  | 1929           |
| Leptosphaeria onobrychidis                                | Hollós                                                  | 1929           |
| Leptosphaeria orae-maris                                  | Linder                                                  | 1944           |
| Leptosphaeria ornithogali                                 | Gucevi?                                                 | 1967           |
| Leptosphaeria orthrosanthi                                | E. Müll.                                                | 1965           |
| Leptosphaeria oryzicola                                   | Hara                                                    | 1959           |
| Leptosphaeria oryzina                                     | Sacc.                                                   | 1919           |
| Leptosphaeria oxneriae                                    | Cl. Roux & S.Y. Kondr.                                  | 2017           |
| Leptosphaeria pachytheca                                  | Har. & Briard                                           | 1890           |
| Leptosphaeria pacifica                                    | Rehm                                                    | 1911           |
| Leptosphaeria pampaniniana                                | Sacc.                                                   | 1913           |
| Leptosphaeria pandani                                     | Tassi                                                   | 1904           |
| Leptosphaeria paoluccii                                   | Curzi                                                   | 1927           |
| Leptosphaeria papaveris                                   | Rostr.                                                  | 1903           |
| Leptosphaeria papillata                                   | (Bonord.) Sacc. & Traverso                              | 1910           |
| Leptosphaeria papillosa                                   | Sousa da Câmara                                         | 1951           |
| Leptosphaeria paraguariensis                              | Maubl.                                                  | 1915           |
| Leptosphaeria parmeliarum                                 | (W. Phillips & Plowr.) Sacc.                            | 1883           |
| Leptosphaeria pedicularis                                 | (Fuckel) Gruyter, Aveskamp & Verkley                    | 2012           |
| Leptosphaeria pelagica                                    | E.B.G. Jones                                            | 1962           |
| Leptosphaeria pelargonii                                  | Rehm                                                    | 1904           |
| Leptosphaeria penniseti                                   | Hansf.                                                  | 1941           |
| Leptosphaeria penniseticola                               | Deighton                                                | 1952           |
| Leptosphaeria periclymeni                                 | Oudem.                                                  | 1888           |
| Leptosphaeria perplexa                                    | Sacc. & Fairm.                                          | 1906           |
| Leptosphaeria peruvianae                                  | Speg.                                                   | 1881           |
| Leptosphaeria petiolaris                                  | Feltgen                                                 | 1903           |
| Leptosphaeria petrakii                                    | Sacc.                                                   | 1914           |
| Leptosphaeria petri                                       | Chevaug.                                                | 1956           |
| Leptosphaeria phacae                                      | E. Müll.                                                | 1951           |
| Leptosphaeria phlogis                                     | Oudem.                                                  | 1900           |
| Leptosphaeria phoenicis                                   | Tilak                                                   | 1966           |
| Leptosphaeria phoenix                                     | P.G. Xi, Y.X. Chen & Z.D. Jiang                         | 2003           |
| Leptosphaeria phormii                                     | Grove                                                   | 1921           |
| Leptosphaeria phyllachoricola                             | Petr.                                                   | 1948           |
| Leptosphaeria phyllachorivora                             | Petr.                                                   | 1922           |
| Leptosphaeria phyllostachydis                             | Hara                                                    | 1913           |
| Leptosphaeria physostegiae                                | Fairm.                                                  | 1906           |
| Leptosphaeria pilulariae                                  | Ade                                                     | 1928           |
| Leptosphaeria pini                                        | (Cruchet) E. Müll.                                      | 1950           |
| Leptosphaeria planiuscula (Guldenroedevulkaantje)         | (Riess) Ces. & De Not.                                  | 1863           |
| Leptosphaeria platanicola                                 | (Howe) Sacc.                                            | 1883           |
| Leptosphaeria platychorae                                 | E. Müll.                                                | 1953           |
| Leptosphaeria platypus                                    | (Schwein.) Petr. & Syd.                                 | 1923           |
| Leptosphaeria plectrospora                                | Feltgen                                                 | 1901           |
| Leptosphaeria plocamae                                    | Petr.                                                   | 1929           |
| Leptosphaeria plurisepta                                  | (Tehon & E.Y. Daniels) Arx & E. Müll.                   | 1975           |
| Leptosphaeria polini                                      | Gucevi?                                                 | 1959           |
| Leptosphaeria politis                                     | Petr.                                                   | 1957           |
| Leptosphaeria polytrichina                                | Racov.                                                  | 1959           |
| Leptosphaeria porellae                                    | Thirum.                                                 | 1947           |
| Leptosphaeria portoricensis                               | Álv. García                                             | 1963           |
| Leptosphaeria praeandina                                  | (Speg.) L. Holm                                         | 1968           |
| Leptosphaeria praeclara                                   | P. Karst.                                               | 1884           |
| Leptosphaeria pratensis                                   | Sacc. & Briard                                          | 1885           |
| Leptosphaeria priuscheggiana                              | Petr.                                                   | 1918           |
| Leptosphaeria proteicola                                  | Crous                                                   | 2011           |
| Leptosphaeria protousneae                                 | Etayo                                                   | 2008           |
| Leptosphaeria pruni                                       | Woron.                                                  | 1913           |
| Leptosphaeria pseudodiaporthe                             | Oudem.                                                  | 1894           |
| Leptosphaeria pseudohleria                                | Fairm.                                                  | 1922           |
| Leptosphaeria pterocelastri                               | Doidge                                                  | 1948           |
| Leptosphaeria punicae                                     | A.K. Kar & Maity                                        | 1970           |
| Leptosphaeria punjabensis                                 | Wehm.                                                   | 1963           |
| Leptosphaeria purpurea (Purpervlekkig vulkaantje)         | Rehm                                                    | 1882           |
| Leptosphaeria pusilla                                     | (Speg.) Sacc.                                           | 1928           |
| Leptosphaeria puttemansii                                 | Maubl.                                                  | 1905           |
| Leptosphaeria pycnostigma                                 | (Nyl.) Sacc. & D. Sacc.                                 | 1905           |
| Leptosphaeria quamoclidii                                 | Fairm.                                                  | 1918           |
| Leptosphaeria rajasthanensis                              | Panwar & S.J. Kaur                                      | 1979           |
| Leptosphaeria ramsaugiensis                               | Schmid-Heckel                                           | 1988           |
| Leptosphaeria ranunculi-polyanthemi                       | Sandu & Mítítíuc                                        | 1967           |
| Leptosphaeria ranunculoides                               | Noelli                                                  | 1912           |
| Leptosphaeria raphani                                     | D. Hawksw. & Sivan.                                     | 1975           |
| Leptosphaeria recutita                                    | E. Müll.                                                | 1950           |
| Leptosphaeria regiae                                      | D. Pem, Selcuk, Jeewon & K.D. Hyde                      | 2020           |
| Leptosphaeria rehmii                                      | Mouton                                                  | 1900           |
| Leptosphaeria reidiana                                    | Syd.                                                    | 1924           |
| Leptosphaeria restionis                                   | Hansf.                                                  | 1954           |
| Leptosphaeria rhodiolicola                                | Petr.                                                   | 1936           |
| Leptosphaeria rhopographoides                             | Rehm                                                    | 1902           |
| Leptosphaeria riofrioi                                    | Gonz. Frag.                                             | 1919           |
| Leptosphaeria rivalis                                     | Feltgen                                                 | 1901           |
| Leptosphaeria rivularis (Vaag vulkaantje)                 | Sacc., E. Bommer & M. Rousseau                          | 1890           |
| Leptosphaeria robusta                                     | (Strasser) E. Müll.                                     | 1950           |
| Leptosphaeria rostrata                                    | M.L. Farr & Horner                                      | 1968           |
| Leptosphaeria rostrupii                                   | Sacc. & D. Sacc.                                        | 1905           |
| Leptosphaeria rubella                                     | Sacc. & Malbr.                                          | 1882           |
| Leptosphaeria rugosa                                      | Dearn. & Bisby                                          | 1929           |
| Leptosphaeria rulingiae                                   | Tassi                                                   | 1900           |
| Leptosphaeria rumicicola                                  | S. Ahmad                                                | 1969           |
| Leptosphaeria ruscicola                                   | P. Karst. & Har.                                        | 1890           |
| Leptosphaeria russellii                                   | Shoemaker                                               | 1985           |
| Leptosphaeria ruthenica                                   | Petr.                                                   | 1921           |
| Leptosphaeria saccharicola                                | Henn.                                                   | 1900           |
| Leptosphaeria sadvibhajanabeejae                          | M. Niranjan & V.V. Sarma                                | 2018           |
| Leptosphaeria salicaria (Kattenstaartvulkaantje)          | Pass.                                                   | 1849           |
| Leptosphaeria salviae                                     | Pass.                                                   | 1888           |
| Leptosphaeria schefflerae                                 | P.G. Xi, P.K. Chi & Z.D. Jiang                          | 2003           |
| Leptosphaeria schneideriana                               | (Rick) Rick ex Sacc.                                    | 1913           |
| Leptosphaeria schoenocauli                                | Syd.                                                    | 1930           |
| Leptosphaeria scitula (Kleefkruidvulkaantje)              | Syd.                                                    | 1938           |
| Leptosphaeria sclerotioides                               | (Preuss ex Sacc.) Gruyter, Aveskamp & Verkley           | 2012           |
| Leptosphaeria scolecosporarum                             | Sousa da Câmara                                         | 1932           |
| Leptosphaeria scutati                                     | Gucevi?                                                 | 1970           |
| Leptosphaeria secalina                                    | Jacz.                                                   | 1917           |
| Leptosphaeria semelina                                    | Caball.                                                 | 1941           |
| Leptosphaeria sepalorum                                   | (Vleugel) Lind                                          | 1928           |
| Leptosphaeria septemcellulata                             | E. Müll.                                                | 1950           |
| Leptosphaeria septovariata                                | Saccas                                                  | 1954           |
| Leptosphaeria shahvarica                                  | Petr.                                                   | 1949           |
| Leptosphaeria shastensis                                  | Shoemaker                                               | 1985           |
| Leptosphaeria sibthorpii                                  | Politis                                                 | 1935           |
| Leptosphaeria sileris                                     | Bres.                                                   | 1926           |
| Leptosphaeria silvestris                                  | Feltgen                                                 | 1901           |
| Leptosphaeria simillima                                   | Rehm                                                    | 1914           |
| Leptosphaeria simmonsii                                   | Sacc.                                                   | 1920           |
| Leptosphaeria sinapis                                     | Hollós                                                  | 1926           |
| Leptosphaeria slovacica                                   | Picb.                                                   | 1927           |
| Leptosphaeria smarodsii                                   | Moesz                                                   | 1932           |
| Leptosphaeria solani                                      | Romell ex Berl.                                         | 1890           |
| Leptosphaeria solanicola                                  | Sacc.                                                   | 1928           |
| Leptosphaeria solheimii                                   | Petr.                                                   | 1965           |
| Leptosphaeria sorbi                                       | Jacz.                                                   | 1903           |
| Leptosphaeria sparti                                      | Tassi                                                   | 1905           |
| Leptosphaeria staritzii                                   | Henn.                                                   | 1913           |
| Leptosphaeria staticicola                                 | Unamuno                                                 | 1923           |
| Leptosphaeria sticta                                      | Ellis & Everh.                                          | 1885           |
| Leptosphaeria stratiotis                                  | Oudem.                                                  | 1902           |
| Leptosphaeria striolata                                   | Pass.                                                   | 1890           |
| Leptosphaeria suaedae                                     | Hansf.                                                  | 1957           |
| Leptosphaeria subarticulata                               | (Arnold) Keissl.                                        | 1937           |
| Leptosphaeria subcompressa                                | J.H. Mill. & Burton                                     | 1942           |
| Leptosphaeria submaculans                                 | L. Holm                                                 | 1957           |
| Leptosphaeria subriparia                                  | Mouton                                                  | 1900           |
| Leptosphaeria substerilis                                 | Peck                                                    | 1906           |
| Leptosphaeria suffulta                                    | (Nees) Niessl                                           | 1885           |
| Leptosphaeria surculorum                                  | Kirschst.                                               | 1935           |
| Leptosphaeria sydowii                                     | (Boerema, Kesteren & Loer.) Gruyter, Aveskamp & Verkley | 2012           |
| Leptosphaeria taichungensis                               | J.M. Yen                                                | 1973           |
| Leptosphaeria tamaricis                                   | (Grev.) Sacc.                                           | 1883           |
| Leptosphaeria tami                                        | Cruchet                                                 | 1923           |
| Leptosphaeria taurica                                     | Naumov & Dobrozr.                                       | 1931           |
| Leptosphaeria telopeae                                    | Crous & Summerell                                       | 2000           |
| Leptosphaeria tenuis                                      | E. Müll.                                                | 1950           |
| Leptosphaeria tetonensis                                  | (Ellis & Everh.) Rehm                                   | 1911           |
| Leptosphaeria thalictricola                               | Hollós                                                  | 1909           |
| Leptosphaeria thalictrina                                 | Hollós                                                  | 1926           |
| Leptosphaeria thujicola                                   | Hara                                                    | 1930           |
| Leptosphaeria tigrisoides                                 | Hara                                                    | 1927           |
| Leptosphaeria tiroliensis                                 | Kirschst.                                               | 1935           |
| Leptosphaeria tolgorensis                                 | Petr.                                                   | 1949           |
| Leptosphaeria tollens                                     | Math.                                                   | 1993           |
| Leptosphaeria tonduzii                                    | Speg.                                                   | 1918           |
| Leptosphaeria torbolensis                                 | Kirschst.                                               | 1939           |
| Leptosphaeria tornatospora                                | Petch                                                   | 1925           |
| Leptosphaeria torrendii                                   | Traverso & Spessa                                       | 1911           |
| Leptosphaeria trematostoma                                | Feltgen                                                 | 1903           |
| Leptosphaeria trevoae                                     | Speg.                                                   | 1910           |
| Leptosphaeria trichopterygis                              | Hansf.                                                  | 1941           |
| Leptosphaeria trifolii (Klavervulkaantje)                 | Feltgen                                                 | 1903           |
| Leptosphaeria trifolii-alpestris                          | Dominik                                                 | 1934           |
| Leptosphaeria trollii                                     | (P. Karst.) E. Müll.                                    | 1950           |
| Leptosphaeria tungurahuensis                              | Petr.                                                   | 1948           |
| Leptosphaeria tupae                                       | Speg.                                                   | 1910           |
| Leptosphaeria ucrainica                                   | Tomilin                                                 | 1993           |
| Leptosphaeria uliginosa                                   | (W. Phillips & Plowr.) Sacc.                            | 1883           |
| Leptosphaeria ulmicola                                    | Massa                                                   | 1912           |
| Leptosphaeria urticae                                     | Pem, E.B.G. Jones & K.D. Hyde                           | 2019           |
| Leptosphaeria usneae                                      | Woron.                                                  | 1927           |
| Leptosphaeria vagabunda                                   | Sacc.                                                   | 1875           |
| Leptosphaeria valdiviensis                                | Speg.                                                   | 1910           |
| Leptosphaeria valdobbiae                                  | Ferraris                                                | 1904           |
| Leptosphaeria valesiaca                                   | H. Wegelin                                              | 1896           |
| Leptosphaeria variabilis                                  | Unamuno                                                 | 1941           |
| Leptosphaeria variegata                                   | Peck                                                    | 1903           |
| Leptosphaeria veratri                                     | Earle                                                   | 1901           |
| Leptosphaeria veronicae                                   | (Hollós) Gruyter, Aveskamp & Verkley                    | 2012           |
| Leptosphaeria verruculosa                                 | M. Niranjan & V.V. Sarma                                | 2018           |
| Leptosphaeria verwoerdiana                                | Du Plessis                                              | 1933           |
| Leptosphaeria viciae                                      | E. Müll.                                                | 1950           |
| Leptosphaeria vindobonensis                               | Petr.                                                   | 1944           |
| Leptosphaeria vitensis                                    | Unamuno                                                 | 1929           |
| Leptosphaeria vrieseae                                    | Siemaszko                                               | 1923           |
| Leptosphaeria waghorniana                                 | Rehm                                                    | 1900           |
| Leptosphaeria wehmeyeri                                   | Shoemaker                                               | 1985           |
| Leptosphaeria weimeri                                     | Shoemaker, C.E. Babc. & J.A.G. Irwin                    | 1991           |
| Leptosphaeria williamsii                                  | Hansf.                                                  | 1957           |
| Leptosphaeria woodrowi-wilsonii                           | Garb.                                                   | 1924           |
| Leptosphaeria woroninii                                   | Docea & Negru                                           | 1972           |
| Leptosphaeria xylogena                                    | Curzi & Barbaini                                        | 1927           |
| Leptosphaeria yerbae                                      | Speg.                                                   | 1908           |
| Leptosphaeria yunnanensis                                 | Y. Gao & H. Gui                                         | 2023           |
| Leptosphaeria zahlbruckneri                               | Strasser                                                | 1907           |
| Leptosphaeria zeae                                        | G.L. Stout                                              | 1930           |
| Leptosphaeria zeae-maydis                                 | Saccas                                                  | 1951           |
| Leptosphaeria zeicola                                     | Saccas                                                  | 1951           |
| Leptosphaeria zhaotongensis                               | Y. Gao & H. Gui                                         | 2023           |
| Leptosphaeria zizaniicola                                 | Sacc.                                                   | 1883           |
| Leptosphaeria zizaniivora                                 | W.Y. Yen & C.C. Chi                                     | 1954           |